# Garudinia successana
Garudinia successana är en fjärilsart som beskrevs av Walker 1866. Garudinia successana ingår i släktet Garudinia och familjen björnspinnare. Inga underarter finns listade i Catalogue of Life.